# Wishful Thinking (Neck Deep)
| Recensione        | Giudizio |
| ----------------- | -------- |
| AbsolutePunk      | [ 2 ]    |
| AllMusic          | [ 3 ]    |
| Alternative Press | [ 4 ]    |
| Kerrang!          | [ 5 ]    |

Wishful Thinking è l'album di debutto del gruppo musicale britannico Neck Deep, pubblicato il 14 gennaio 2014.

## Descrizione
Nel marzo 2013 la band ha iniziato a registrare materiale ai Celestial Recordings, a Wrexham, dove hanno registrato chitarra, basso e voce. Poi si è spostata agli Outhouse Studio, a Reading, dove hanno registrato la batteria. Il materiale è stato prodotto da Seb Barlow e dalla band. A metà di agosto, il gruppo è stato messo sotto contratto dalla Hopeless e ha annunciato che l'album era stato completato.
Crushing Grief (No Remedy) è stato pubblicato come singolo nell'ottobre del 2013. In seguito la band ha fatto un tour nel Regno Unito e in Australia. Growing Pains è stato pubblicato come singolo in dicembre. Il 7 gennaio 2014 Wishful Thinking è stato reso disponibile in streaming, mentre il gruppo è partito per un tour nel Regno Unito. L'album è stato pubblicato una settimana dopo. Il successo dell'album ha mosso la band da un lavoro "divertente, part-time", come Barlow lo ha chiamato, a un progetto a tempo pieno. Inoltre, grazie al successo, Thorpe-Evans, i chitarristi Matt West e Lloyd Roberts hanno abbandonato il loro lavoro, il batterista Dani Washington ha rifiutato un posto all'Academy of Contemporary Music e Barlow ha lasciato l'università.
Losing Teeth è stato pubblicato come singolo a luglio.

## Tracce
Testi e musiche dei Neck Deep, eccetto dove indicato.
1. Losing Teeth – 2:59
2. Crushing Grief (No Remedy) – 2:56 (Neck Deep, Seb Barlow)
3. Staircase Wit – 3:10
4. Damsel in Distress – 3:22
5. Zoltar Speaks – 2:56
6. Growing Pains – 2:56
7. Say What You Want – 1:01
8. Mileage – 2:39
9. Sweet Nothings – 2:42
10. What Did You Expect? – 3:16
11. Blank Pages – 3:13
12. Candour – 3:17

## Formazione
Formazione come da libretto.
Neck Deep
- Ben Barlow – cantante
- Lloyd Roberts – chitarra
- Matt West – chitarra
- Fil Thorpe-Evans – basso
- Dani Washington – batteria

Cantanti aggiuntivi
- Neck Deep, George Prole, Laura Whiteside, Seb Barlow – voci secondarie
- Sean Harrison – arrangiamento orchestrale in Candour
- Laura Whiteside – cantante in Candour

Produzione
- Seb Barlow – produttore, ingegnere del suono
- Neck Deep – produttore, ingegnere del suono
- Ben Humphreys – registrazione, ingegnere del suono
- Jordan Valeriote – missaggio
- Troy Glessner – mastering
- Paul Jackson – copertina
- Jon Barmby – impaginazione
- Alex Gregory – fotografo

## Classifiche
| Classifica                         | Posizione raggiunta |
| ---------------------------------- | ------------------- |
| Regno Unito                        | 108                 |
| Regno Unito (independent)          | 14                  |
| Regno Unito (independent breakers) | 6                   |
| Regno Unito (record store)         | 2                   |
| Regno Unito (rock & metal)         | 2                   |
| Stati Uniti                        | 3                   |
| Stati Uniti (independent)          | 35                  |